# Jogos Gays de 1982
Os Jogos Gays de 1982, ou I Jogos Gays (em inglês:  Gay Games I), foram realizados em São Francisco, Califórnia, Estados Unidos, de 28 de agosto a 5 de setembro de 1982. Foi a primeira edição dos Jogos Gays, evento idealizado oficialmente por Tom Waddell, atleta e ativista, juntamente com a ajuda de muitos outros. O objetivo do evento era promover a aceitação e inclusão de atletas gays, lésbicas e transgêneros no mundo atlético e celebrar suas habilidades e conquistas. Um total de 1.350 competidores de mais de 170 cidades em todo o mundo participaram dos primeiros Jogos Gays e o evento de 9 dias atraiu cerca de 10.000 pessoas.
Paralelamente às Olimpíadas, uma tocha foi carregada de Nova York, no local da rebelião de Stonewall, até o Kezar Stadium, onde foram realizadas as cerimônias de abertura e encerramento. Outros eventos ocorreram em diferentes áreas circundantes, com participantes de todo o mundo competindo em vários eventos, como natação, atletismo, basquete, boxe, golfe e muito mais. O evento também contou com a apresentação de Tina Turner durante a cerimônia de abertura, e Stephanie Mills durante a cerimônia de encerramento junto com San Francisco Gay Freedom Day Marching Band and Twirling Corps e Meg Christian cantando um hino gay. O congressista Philip Burton também falou no evento durante a cerimônia de encerramento.

## Calendário de eventos
| Evento                                | Agosto | Agosto | Agosto | Agosto | Setembro | Setembro | Setembro | Setembro | Setembro | Local                          |
| Evento                                | 28     | 29     | 30     | 31     | 1        | 2        | 3        | 4        | 5        | Local                          |
| ------------------------------------- | ------ | ------ | ------ | ------ | -------- | -------- | -------- | -------- | -------- | ------------------------------ |
| Cerimônias de abertura e encerramento |        |        |        |        |          |          |          |          |          | Kezar Stadium                  |
| Basquetebol                           |        |        |        |        |          |          |          |          |          | Kezar Pavilion                 |
| Bilhar                                |        |        |        |        |          |          |          |          |          | Park Bowl                      |
| Boliche                               |        |        |        |        |          |          |          |          |          | Park Bowl                      |
| Boxe                                  |        |        |        |        |          |          |          |          |          | Kezar Pavilion                 |
| Ciclismo                              |        |        |        |        |          |          |          |          |          | Golden Gate Park               |
| Golfe                                 |        |        |        |        |          |          |          |          |          | Harding Golf Course            |
| Maratona                              |        |        |        |        |          |          |          |          |          | Golden Gate Park               |
| Fisiculturismo                        |        |        |        |        |          |          |          |          |          | Castro Theater                 |
| Levantamento de potência              |        |        |        |        |          |          |          |          |          | Body Center                    |
| Futebol                               |        |        |        |        |          |          |          |          |          | Kezar Stadium                  |
| Softbol                               |        |        |        |        |          |          |          |          |          | Lang Field                     |
| Natação                               |        |        |        |        |          |          |          |          |          | San Francisco State University |
| Natação e Saltos ornamentais          |        |        |        |        |          |          |          |          |          | San Francisco State University |
| Tênis                                 |        |        |        |        |          |          |          |          |          | San Francisco City College     |
| Atletismo de pista e campo            |        |        |        |        |          |          |          |          |          | San Francisco State University |
| Voleibol                              |        |        |        |        |          |          |          |          |          | San Francisco City College     |
| Lutas                                 |        |        |        |        |          |          |          |          |          | Kezar Pavilion                 |

## Nações participantes
- Alemanha
- Austrália
- Bélgica
- Canadá
- Estados Unidos
- França
- Inglaterra
- Irlanda
- Israel
- Nova Zelândia[4]

## Origem
A ideia dos Jogos veio primeiro de Tom Waddell depois que ele assistiu a um torneio de boliche para homens gays na televisão. Ele sentiu que muitas vezes o Movimento dos Direitos dos Gays era dominado por estereótipos, e a percepção das pessoas sobre o movimento incluía apenas homens jovens e brancos e excluía qualquer outro tipo de pessoa na comunidade LGBT+. Ele queria enfatizar que homens e mulheres gays eram homens e mulheres antes de serem gays, e sentiu que o torneio de boliche masculino estava ajudando a conseguir isso ao focar no talento dos jogadores sem apagá-los e forçá-los a esconder sua sexualidade.
Waddell e seu amigo Mark Brown tiveram a ideia de ter um torneio baseado nas antigas Olimpíadas que mostrasse muitos talentos atléticos e incluísse qualquer pessoa, independentemente de sua idade, raça, gênero, orientação sexual ou habilidade. Junto com outro amigo chamado Paul Mart, Waddell e Brown criaram o Comitê Olímpico Gay em 15 de junho de 1980, que se expandiu para o Comitê de Arte e Atletismo de São Francisco (SFAA).

## Angariação de fundos
O SFAA desenvolveu uma abordagem para arrecadação de fundos com base nas aulas de Tom Waddell que enfatizavam pedir dinheiro e depois "manter a boca fechada". A teoria aqui era que um doador em potencial teria a chance de falar, ele estaria mais propenso a doar, enquanto que se o vendedor fosse o único a falar, o doador não daria. Eles acharam esse método de "apresentar e esperar" particularmente útil, pois recrutaram diferentes pessoas e grupos gays para doar para o evento.
Apesar das preocupações de muitas pessoas e da relutância geral de muitos em apoiar os Jogos, o SFAA conseguiu empatar, custando US$ 380.000 e arrecadando US$ 395.000, encorajando o SFAA e Waddell a continuar os Jogos novamente em 1986.